# 2018年札幌安養院大火
2018年札幌安養院大火是於2018年1月31日，於日本札幌市發生的火災事故。當地時間晚上11時40分左右，位於札幌市東區的安養中心「Social Haim」發生大火，16名安養院住戶中有11人喪生，死者大多是老年人。
Social Haim是以受社會補助者為主要對象的「自立支援設施」，入住者須符合一定的條件，如經濟困難、沒有三等親以內的家屬支援、缺乏工作與生活自理能力等等。